# Дербский фарфор

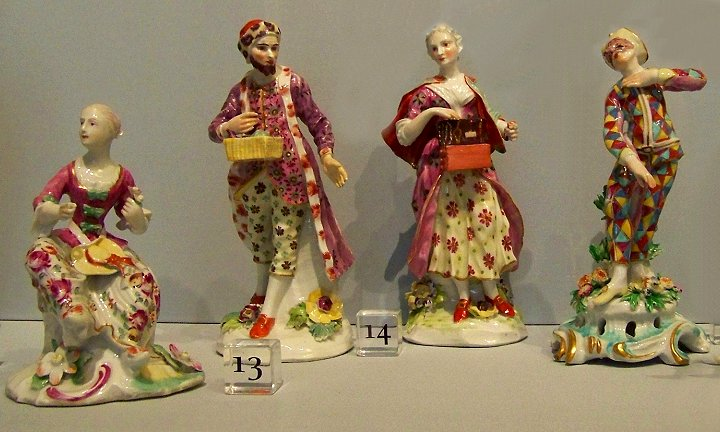
«Бисквитные» фарфоровые статуэтки конца 1750-х

Дербский фарфор (англ. Derby porcelain) — фарфоровое предприятие в Дерби, датируемое первой половиной XVIII века, хотя точное начало производства остается поводом для обсуждений. Старейшие из известных в конце XIX века образцов содержат лишь слова Darby (Дерби) и Darbishire (Дербишир) и года 1751-2-3 как доказательство места и года изготовления. Более важным является тот факт, что производство фарфора в Дерби началось ещё до Уильяма Дьюсбери, начавшего своё дело в 1756 году, когда он присоединился к Андре Планше и Джону Хиту для создания производства Nottingham Road, которое позднее стало называться Royal Crown Derby.
Согласно собственным запискам Уильяма Дасбери, в Дерби было в начале 1750-х налаженное производство фарфора. Доказательством качества местного производства служит то, что Дьюсбери, известный в Лондоне ювелир и мастер работы с эмалью, заплатил больше за произведённое в Дерби, чем за произведённое на конкурирующей фабрике в Челси. Это было обычной практикой того времени — приобретать так называемое «бельё» (белый неглазурованный или не расписанный фарфор) у разных производителей и осуществлять лишь роспись.
Первое печатное упоминание о фабрике в Дерби датируется декабрём 1756 года, когда реклама в «Public Advertiser», переиздананная несколько раз в течение месяца, призвала читателей принять участие в продаже на аукционе в Лондоне, автором которого является Дербская фарфоровая мануфактура (Derby Porcelain Manufactory). Любопытно, других упоминаний этой мнимой «Дербской фарфоровой мануфактуры», не существует, что заставляет предположить, что название было изобретено специально для этого случая. Хотя это может рассматриваться только как хвастовство, реклама называет фабрику «вторым Дрезденом», что указывает хорошее качество продукции. Конечно, такое совершенство является кульминацией длительного процесса производства, и ничто в настоящем сообщении не указывает, что эта ежегодная распродажа была первой от данной фабрики, в отличие от того, что происходило с аналогичной рекламой от производителей Боу и Лонгтон-холла в 1757 году.
Мастер-керамист Андре Планше часто упоминается в качестве основателя Дербской фарфоровой мануфактуры. Сообщения об «иностранце в очень плохом состоянии», жившем в Лодж Лейн и производившем фарфоровые фигурки около 1745 года, может относиться к Планше. Однако, как указывает исследователь, в 1745 году Планше было всего семнадцать лет. Важность Планше в создании будущего Royal Crown Derby некоторыми сводится к минимуму (например, внучкой Уильяма Дьюсбери, Сарой Дьюсбери, которая умерла в 1876 году), и оспаривается другими, кто сомневается в его существовании. Тем не менее, есть данные, что Планше был действительно исторической фигурой, хотя он, конечно, не научил ремеслу эмалирования Уильяма Дьюсбери.
Серьёзным претендентом на звание производителя фарфора на уровне «второго Дрездена» является Cockpit Hill Potworks.
Из-за ордера на арест, составленного в 1758 году против некоего Джона Лавграва, мы знаем, что владельцами Cockpit Hill Potworks были Уильям Баттс, Томас Риветт и Джон Хит. Хит был банкиром, который позднее будет финансировать строительство завода e Ноттингем Роуд, а Риветт был членом парламента и мэром города Дерби в 1715 и 1761 годах, из чего можно заключить, что партнеры Potworks были богатыми и влиятельными в местном обществе. Тем не менее, конкуренция с заводом на Роуд Ноттингем, кажется, закончилась для фабрики закрытием. Уже в 1772 году качество продукции Potworks упала до состояния, когда посетитель может классифицировать его как «имитацию королевского изделия, не дотягивающего до оригинала, продукции Стаффордшира».
В 1784 году Уильям Дьюсбери объединил мануфактуру Дерби с фабрикой Челси, а в 1786 году соединил в Лондоне три мануфактуры: Челси, Дерби и Бау. Продукция этих английских мануфактур мало различима.
Обширная коллекция изделий фабрики Дерби имеется в Музее и художественной галерее Дерби.

## Маркировка
Из книги Bow, Chelsea, and Derby Porcelain Уильяма Бемроуза (William Bemrose, 1898):
- 1, 2, 3 — ранняя маркировка, обычно синяя (известны примеры, когда корона и D используются по отдельности, вероятно, из-за рабочих).
- 4 — перекрещенные мечи, корона и D, и 6 точек, тщательно окрашены в синий, а затем в красновато-коричневый, использовавшиеся около 1782 года.
- 5, 6 — то же, менее аккуратно покрашенное красным.
- 7, 8, 9, 10 — более поздняя маркировка Дьюсбери, преимущественно красным.
- 11 — Дьюсбери и Кин, редко используемое, между 1795 и 1809 годами.
- 12, 13, 14, 15 — Bloor Marks, начиная с 1811 и до 1849 года.
- 16, 17, 18, 19 — квазивосточная маркировка. 17 номер — имитация севрского фарфора.
- 20 — дрезденская маркировка, часто используемая на фигурах.
- 21 — редкая дербская маркировка, использовавшаяся около 1766 года.
- 22 — Stephenson & Hancock, King Street Factory, 1862, этот же знак используется впоследствии Sampson Hancock, и до сиз пор в употреблении; с 1897 года.
- 23 — маркировка, используемая Derby Crown Porcelain Co., Osmaston Road, начиная с основания в 1877 году до декабря 1889 года.
- 24 — С 3 января 1890 года эта маркировка использовалась Derby Crown Porcelain после дарения ей титула.